# André Tassin
André Tassin (Arras, 23 febbraio 1902 – 12 gennaio 1987) è stato un calciatore francese.

## Carriera
Tassin giocò per il RC Paris, con il quale disputò una finale di Coppa di Francia, l'Amiens e lo Stade de Reims.
Con la Nazionale francese, partecipò al Mondiale 1930 senza giocare alcuna partita. Nel 1932, giocò 5 amichevole con la maglia dei Blues.